# 千葉県北西部地震 (2005年)
2005年の千葉県北西部地震（ちばけんほくせいぶじしん）は2005年（平成17年）7月23日（土）午後4時34分に千葉県北西部（北緯35度34.9分・東経140度8.3分）千葉市付近直下を震源として発生した地震である。

## 概要
千葉市付近直下の北緯35度34.9分、東経140度8.3分で発生した地震。震源の深さは73km、地震の規模はM6.0（Mw6.0）。東京都足立区伊興で震度5強を観測したほか、首都圏（関東地方南部）の広い範囲で震度5弱を観測した。
東京23区内で震度5以上の揺れが観測されたのは1992年（平成4年）の東京湾を震源とする地震以来、13年ぶりのことである。
メカニズムは東西方向に圧縮軸を持つ逆断層型で、太平洋プレートとフィリピン海プレートの境界で起きた海溝型地震である。震源の周辺では1928年5月21日にM6.2、1956年9月30日にM6.3、1980年9月25日にM6.1（死者1名）と周期的に同規模の地震が発生しており、約25年間隔での発生の可能性が示唆されている。
このほか、南関東直下地震の一つとされる1894年6月20日に起きた明治東京地震(M7.0)が西寄りの少し浅い地点（深さ40km程）で発生しているが、この地震も同じプレート境界域（太平洋プレートとフィリピン海プレートの境界）で発生した類似の海溝型地震の可能性が指摘されている。

## 各地の震度
震度5弱以上を観測した地点は次の通り。
| 震度 | 都道府県 | 観測点名 |
| ---- | -------- | --- |
| 5強  | 東京都   | 東京足立区伊興 |
| 5弱  | 東京都   | 東京大田区本羽田・東京江戸川区船堀 |
| 5弱  | 神奈川県 | 横浜神奈川区白幡上町・横浜神奈川区神大寺・横浜中区山下町・横浜中区山田町・横浜中区山手町・横浜港北区日吉本町・横浜緑区白山町・川崎川崎区中島・川崎川崎区宮前町・川崎幸区戸手本町 |
| 5弱  | 千葉県   | 市川市八幡・船橋市湊町・浦安市猫実・木更津市潮見・木更津市役所・鋸南町下佐久間                                                                                                   |
| 5弱  | 埼玉県   | 草加市高砂・三郷市幸房・鳩ヶ谷市三ツ和・八潮市中央・宮代町笠原 |

北は青森県、西は兵庫県までの広い範囲で、震度1以上の体に感じる揺れが観測された。
東京23区内では、全ての区で震度4以上の揺れを観測した。

## 被害
甚大な被害は出なかったが、首都圏各地でライフラインの機能が止まった他、交通機関も夜半まで麻痺する事態となった。

### 人的被害
重傷2名、軽傷27名を出した。

### 物的被害
震度5弱を観測した東京都江戸川区南小岩では、高さ2.5mの鉄塔が倒壊し、切断された高圧線で隣家の屋根等を焦がす火災が発生した。また震度4を観測した江東区亀戸の立体駐車場では、2階から乗用車が地上に転落した。利根川水系江戸川の江戸川水閘門管理棟にて屋根部分のコンクリート剥離・落下。神奈川県にて住宅屋根天井落下1棟、東京湾アクアラインにて2ヶ所の照明柱灯具落下、その他地震に起因する火災が4件発生した。

### 土砂災害
神奈川県に於いて落石によるがけ崩れ1件。また震度2を観測した山梨県塩山市（現甲州市）一ノ瀬高橋付近で山腹崩壊が発生し、多摩川水系柳沢川が河道閉塞を起こしていた。

### ライフライン
東京電力管内では停電が最大で6,039件発生した他、東京ガスでは各家庭のガスマイコンメーターは震度5強相当でガスを自動遮断するため、かなりの件数でガスマイコンメーターが動作し自動的にガス遮断した（ただし、ガス導管でのガス遮断はなく、各家庭で直ちに復帰操作が可能であった）。千葉県では緊急遮断弁動作による断水が最大430戸に及んだ。電話通信ではNTT東日本が通信規制を行い、ボーダフォン（現ソフトバンク）の基地局1局が停波した。

### 交通麻痺
千葉県北西部地震では首都圏の鉄道が瞬時に麻痺した。JR線だけでも実に約1,200本が運休、約44万人の足に影響が出た。施設や設備に被害が出ない中程度の地震であっても、首都圏における公共交通機関は瞬時に麻痺して、帰宅困難者を生じてしまう脆弱性が露呈した。
とりわけ東京都区内の鉄道事業者によって運転再開に相当の差が出た。JR東日本や東京メトロが運転再開に最大4時間を要したのに対して都営地下鉄は僅か3分から15分程度で徐行運転を始めた。これは各事業者が設置している地震計が観測した震度による規制基準に応じて緊急停止後、次駅までの最徐行による注意運転若しくは徒歩による施設巡回点検を行い、列車の安全運行を確認した上で運転再開を行うのであるが、この運転規制が鉄道事業者ごとに大きな開きがあったばかりでなく、判定の基準とする単位系が東京メトロがガルを、JR東日本がカインを、都営地下鉄では震度と、各々の鉄道事業者によって地震データと地震対策マニュアルが統一されていなかった。
東京メトロの場合、6ヶ所に設置された地震計の内の1ヶ所が101ガルを示した。東京メトロでは100ガル以上が基準1で運転見合せとなっており、基準1と判定された。この基準により全線を徒歩による施設巡回点検を行う事になったために運転再開までに最大で約3時間を要した。JR東日本の地震計では最大26.5カイン（1カイン=1cm/sec）を観測した。この基準により30路線が運転見合せ、施設徒歩巡回したために全線で運転再開までに約7時間を要した。
都営地下鉄の場合、地震計では震度4を観測した。ところが都営地下鉄では『東京都交通局地下高速電車運転浅草線取扱心得』（三田線や新宿線、大江戸線にも同様の取扱心得がある）第三百八十四条二（震度四の場合）によれば「直ちに全列車に対し毎時二十五キロメートル以下の徐行運転をするよう指令し、駅長及び関係責任者に点検を依頼してその通報に基づき安全を確認した後、徐行運転規制を解除すること」とする地震発生時に於ける独自の運転規制により、運転再開やダイヤ回復が他社より格段に早かった。
しかし、この地震を契機に、安全確保の観点から、安全確認を減殺する事なく点検方法を効率化する試みが各鉄道事業者で検討されている。例えばJR東日本の場合、より機動的な点検方法若しくは点検用の車両の増強等について検討している。東京メトロでは基準に達したエリアのみを徒歩巡回を行うなどを検討している。
道路としては東関東自動車道、館山自動車道、東京湾アクアライン、京葉道路を点検のために一時通行止めにした。首都高速道路では16ヶ所で一時入り口を封鎖した。一般道路は特に異状が認められず、鉄道のマヒによって各駅ターミナルのバス停留所やタクシー乗り場に長蛇の列が出来た程度であった。
空港等では地震発生による発着遅れが生じた以外に施設・設備の損害や欠航は生じていない。また海事・港湾関係も同様に特に被害は認められなかった。

### エレベーター閉じ込め
東京・千葉・埼玉・神奈川で地震時管制運転装置を備えたエレベーター総数の約44%に相当する約64,000台のエレベーターで地震時管制運転装置が作動して走行中のものは最寄階で停止し、停止中のものは停止を継続して休止した。これら約64,000台のエレベーターの点検や復旧作業には約24時間を要し、乗客の閉じ込めは78台（内73台は地震時管制運転装置付）、救出要請46件、故障・損傷は44台（内19台は脱線）に及んだ。閉じ込めからの救出時間は、通報を受けてから最大170分、平均は約50分弱であった。しかも管理人や乗客が保守会社へ電話または非常ボタンでコールしようにも電話回線の輻輳により通じない場合が多かった。東京都庁第一本庁舎では展望室直行のエレベーターが自動停止し、地上45階の展望室にいた約200名が、約1時間半に渡って降りられなくなるトラブルがあった。
この教訓を受け、2006年4月7日に国土交通省で開催された社会資本整備審議会建築分科会建築物等事故・災害対策部会（第4回）では『エレベーターの地震防災対策の推進について（案）』が示され、基本的考え方として、エレベーターの耐震安全性の確保、「地震時管制運転装置」の確実な作動、早期救出・復旧体制の整備等、適時適切な情報提供が挙げられた。また、P波感知型地震時管制運転装置やリスタート運転機能の付加、自動診断・復旧システム（仮称）といった新しい安全システムや「1ビル1台」の早期復旧による効率向上、エレベーター保守会社の車両について事前に緊急通行車両の確認を受けられるよう関係機関と調整を行う事が提案された。
また問題点も提起され、大手5社に於いて700種を超える機種があり、装置、部品及び工具等に関する規格がなく、ライフサイクルの平均が約30年と長く古い機種が残っていること、復旧作業に必要な運転操作方法等が会社ごとであり、同じ会社でも年代ごとや機種ごとに違うため、保守員の事故に繋がるおそれが大きい事や誤操作により機器損傷の可能性やそれに伴うユーザーへの補償を要するであろうとしている。これに伴い、教育・訓練に多大の時間が必要であり日頃の保守経験が技術習得のために大きな要素を占めていると結論した。しかし技術習熟度が低いために総合効率は落ちる可能性が高いと警告している。

## 行政の対応

### 国土交通省
地震発生と同時に非常体制に入った。所管施設等について一斉に点検し、災害対策用ヘリコプター「あおぞら」による調査を実施した。

### 東京都
最大震度である震度5強が観測されたが、東京都職員の危機意識が希薄で都民から激しい非難を浴びる醜態を晒した。
23日16時35分に東京都総務局総合防災部が情報連絡態勢（レベルII）を立ち上げ待機当番の災害対策指定要員に参集命令が発令された。続いて17時05分には災害即応態勢（レベルIII）に移行して総合防災部職員全員に参集命令が発令された。21時30分には情報連絡態勢に移行し、22時30分に情報監視態勢に移行、翌24日09時には解除した。
発災と同時に災害対策指定要員にポケットベルにて非常参集を命じたが、災害対策職員住宅にて待機当番であった災害対策指定要員34名中僅かに13名しか災害対策本部に参集してこなかった。また東京都区内にて震度5弱が観測された時点で東京都職員全員が参集待機する非常配備態勢に入り、電話等により連絡を受け次第、所属部署へ参集する事になっていた。更に足立区内にて震度5強が観測された時点で特別非常配備態勢に移行し、全職員が各々指定された参集場所に自発的に参集する事になっていたが、閉庁日である土曜日の夕方という時間帯が災いしたのか参集した職員はごく僅かに過ぎなかった。
また足立区役所に設置されている地震計で「震度5強」が観測されたにもかかわらず、東京都地震計ネットワークシステムが構築後8年も経過した古いシステムであったため、震度データを東京都庁舎から気象庁へ送信する際に22分もの遅延を生じ、内閣府が情報対策室を設置するのに30分も遅らせてしまう。
東京都が参集に応じなかった災害対策職員を事情聴取したところ「着信音に気付かなかった」「大丈夫だろうと思った」という危機意識の稀薄さが露呈し、中には東京都庁舎から徒歩30分以内に参集可能な範囲内にいる義務があったにもかかわらず、都外へ行楽に出ていた職員までいた。後にこの行為を石原慎太郎東京都知事が問題視した。地震翌週の7月29日15時に行われた定例記者会見で石原は「釈明の理由もあるんだろうけど」と前置きしつつ、質疑応答で「恵まれた条件で、緊急要員として、廉価な便利な住宅に住まわせてもらってんだったら、当然24時間中それ（ポケットベル）をつけるというのは義務でしょう。してないんだったら、その人間はそこに居住する資格はないね」と、職員の危機意識の希薄ぶりを厳しく叱責した。その後、東京都はこの時に参集しなかった東京都職員全員を譴責する代わりに、見せしめとして参集しなかった災害対策指定要員21名全員を災害対策職員住宅から退去させ、災害対策業務要員を兼務していた他局職員も含めて直ちに兼務解除及び勤務考課を最低評価にする厳重な処分を行った。総合防災部は防災通信システムの更新を突貫工事で行い、同年9月1日防災の日に行われた平成17年度東京都・町田市合同総合防災訓練までに更新を間に合わせた。参集命令用のポケットベルは廃止され、新たにカメラ付き携帯電話が災害対策指定要員に貸与された。